# Epicadinus spinipes
Epicadinus spinipes là một loài nhện trong họ Thomisidae.
Loài này thuộc chi Epicadinus. Epicadinus spinipes được John Blackwall miêu tả năm 1862.